# Brandon Ewing
Brandon Ewing (Chicago, 9 dicembre 1986) è un ex cestista statunitense, professionista nella NBDL e in Europa.